# جامعة مدريد
كانت الجامعة المركزية في مدريد (بالإسبانية: Universidad de Madrid)‏ وبعد ذلك جامعة مدريد مراكز تعليمية ناشئة عن جامعة كمبلوتنسي، المًسمى الحالي.

## تاريخ
في 3 أكتوبر 1822، دُمج تعليم الدراسات الملكية لسان إيسيدرو مع المتحف الملكي للعلوم الطبيعية في مدريد في مؤسسة واحدة. وبأمر ملكي من الملكة الوصية ماريا كريستينا دي بوربون بتاريخ 29 أكتوبر 1836، صدر مرسوم ببدء نقل دراسات جامعة ألكالا إلى مدريد. ونص المرسوم على نقل 9 أساتذة لإنشاء مدرسة مؤقتة للفقه داخل المبنى الذي كان يًعد بمثابة مؤسسة كنسية.
في بداية الأمر، كانت الجامعة تُدعى باسم الجامعة الأدبية. وفي عام 1850 أو 1851 تغير اسمها إلى الجامعة المركزية، وبين عامي 1943 و1970 أصبحت تُعرف باسم جامعة مدريد، حتى تم اعتُمد اسم جامعة كومبلوتنسي في مدريد في نهاية الأمر.